# Ultimate (deporte)
El Ultimate Frisbee es un deporte de equipo sin contacto y autoarbitrado que se juega con un disco volador (o Frisbee™). Dos equipos de siete jugadores compiten en un campo de juego de aproximadamente la misma longitud que un campo de fútbol, pero más estrecho (100 x 37 m), En cada extremo del campo de juego hay una zona de ensayo de 18 x 37 m. Cada equipo defiende una zona de ensayo. Marcan un gol si uno de sus jugadores atrapa el disco en la zona final que defendió el equipo contrario. Este deporte en lugar de con un balón se juega con un frisbee.
El jugador con el disco se llama el lanzador. El lanzador no puede correr con el disco. En cambio, se puede mover el disco pasando a sus compañeros de equipo en cualquier dirección.
El equipo defensivo obtiene la posesión del disco si un jugador del equipo que ataca no atrapa el pase de un compañero. Entonces el equipo defensivo se convierte en el equipo ofensivo y puede intentar anotar en la zona de anotación opuesta.
El objetivo del juego es llegar al marcador objetivo antes que el rival o ser el equipo con más goles marcados al término del tiempo. Se caracteriza principalmente por la ausencia de árbitros y por su principio de “espíritu de juego” (o espíritu deportivo) que deja en virtud de los propios jugadores el aplicar el reglamento de forma honesta y deportiva.
El terreno de juego es rectangular de césped natural o artificial, de 100 metros de largo × 37 metros de ancho, con una zona de anotación a cada lado del campo, el objetivo es coger el disco estando en la zona de anotación defendida por el equipo contrario a través de lanzamientos entre jugadores de modo similar al fútbol americano, pero los jugadores no pueden caminar ni correr mientras tenía el disco en las manos.
Sus principios se remontan al ámbito universitario estadounidense de los años 60. En Europa se introdujo a principios de los años 80. A nivel mundial hay unos 369 963 jugadores distribuidos en aproximadamente 5000 equipos. 
El organismo rector es la Federación Mundial del Disco Volador (WFDF por sus siglas en inglés), fundada en 1985 y conformada por asociaciones nacionales y sin miembros individuales, está a cargo de eventos como campeonatos mundiales, normativas, reglamento del juego y la estandarización de récords mundiales.

## El Ultimate se comienza a organizar — La UPA
En 1976, docenas de universidades tenían equipos; en abril de ese mismo año los jugadores organizaron el primer Torneo de Ultimate, realizado en Yale. Rutgers se enfrentó al Rensselaer Polytechnic Institute (RPI), con un resultado de 26-23, en la final.
Para 1976, surgen nuevos equipos en el noreste de los Estados Unidos. Un solo torneo de eliminación de 16 equipos fue instalado en Amherst, Massachusetts, para incluir a 13 equipos de la costa este,y a 3 del cercano oeste.
Rutgers se tomó de nuevo el título luego de enfrentar a Hampshire College en las finales. Penn State y Princeton fueron los otros semifinalistas. Se le llamó el «Campeonato Nacional de Ultimate Frisbee». El ultimate ya empezaba a aparecer en Los Ángeles y en Santa Bárbara.
Penn State alojó los primeros 5 campeonatos regionales de ultimate frisbee. Había 5 representantes regionales, 3 universitarios y 2 clubs: Cornell University (noreste), Glassboro State (atlántico medio), Michigan State (medio),FRISBEE FRISBEE FRISBEE  (sur) y Santa Barbara Condors (oeste). Cada equipo jugó contra todos los demás en una ronda y la final se disputó entre los 2 primeros en la ronda anterior, la final fue entre Glassboro y Condors. Los Condors estaban invictos hasta este partido, pero de todas formas prevaleció Glassboro con un 19-18.
En 1979 y en 1980 se formó la Ultimate Players Association (UPA); organizó torneos regionales y corona un campeón nacional cada año desde 2021
El juego ganó renombre con rapidez, se arraigó como alternativa a los juegos organizados tradicionales. El ultimate atrae un mayor número de atletas tradicionales y se eleva el nivel de la competencia.
En 1981 se formó la European Flying Disc Federation.
En 1985 se formó la World Flying Disc Federation, fue formada por la European Flying Disc Federation para internacionalizar el reglamento de los deportes con disco.

## Ultimate en países de habla hispana
El deporte se popularizó también en Sudamérica, en especial en Venezuela, Colombia y Argentina. Más tarde lo haría en España.

### España
Los primeros equipos españoles surgieron en la segunda mitad de los años 90. En 2001 se disputó su primer campeonato, con Patatas Bravas (ahora Bravas) como campeones. Existe desde 2003 la Federación Española del Disco Volador, de la que depende el Ultimate.
La Federación renueva cada año un millar de fichas de jugadores, así como de 33 clubes (agosto de 2019) que compiten en el Campeonato de España en las 2 modalidades deportivas, Beach Ultimate y Ultimate, en 3 categorías: mixta, masculina (o abierta) y femenina.
Los clubes campeones ganan la plaza para los Europeos de la modalidad en que ganaron el campeonato de España.
Desde hace años la selección española acude a los eventos internacionales (europeos y mundiales) en las diferentes categorías.
La participación más reciente fue el pasado agosto donde la selección española mixta sub-20 logró la plata en los europeos celebrados en Wroclaw, Polonia.
Actualmente, este y otros hitos como las 7 medallas conseguidas en los Europeos de Beach Ultimate de 2019 celebrados en Portimao, han llevado a España a entrar en el top ten del ranking mundial. Aun así, esto no es suficiente para que el Consejo Superior de Deportes, que depende del Ministerio de Cultura y Deporte, reconozca esta modalidad como deportiva en Española
.

### Costa Rica
Ultimate Frisbee Costa Rica está conformado por jugadores experimentados y novatos, Inicio con estudiantes de la UCR y los que venían de intercambio de Estados Unidos, empezaron hace unos 31 años atrás y algunos de esos jugadores aún se encuentran activos y cultivando el Ultimate Frisbee a los más nuevos e ir subiendo el nivel. 
Actualmente hay Torneos internos y el más importante es el Torneo Volcánico en el Tilajari donde llegan jugadores de todo el mundo por 3  días a disfrutar este Torneo Junto al Volcán Arenal, una especial localidad con ambiente tropical húmedo de la zona de San Carlos óptimo para la práctica de este deporte.  En el Tercer tiempo del torneo se aprovecha para conocerse, interactuar,  conocer y hacer amigos  de la comunidad del Ultimate de todo el mundo.
En Costa Rica se disputan torneos nacionales como la Copa de Verano y la Copa de Invierno, todos en categoría mixta. Los clubes de referencia en estas competencias son Fresitas, Jaguares, Red Horses, y Blue Rex. 
Costa Rica ha competido Internacionalmente como equipo llamado LOS OSOS PEREZOSOS en países como Panamá, Colombia,Nicaragua, México, USA.  
Algunos jugadores son Costarricenses y otros que viven en Costa Rica, pero son de Colombia, Venezuela, Brasil, USA, Chile, Alemania, Canadá, Bermuda, China entre otros.
El principal ente organizador del deporte de disco volador es la Asociación Deportiva de Jugadores de Disco Volador, registrada actualmente ante el Instituto Costarricense del Deporte y la Recreación y ante la WFDF.

### Venezuela
Venezuela fue el primer país hispanoamericano en participar en un campeonato mundial (Toronto 1991), también el primero en llevarse el premio al “espíritu de juego”, adjudicado en solo dos oportunidades. Es el país latinoamericano con más participaciones en campeonatos mundiales, de clubs o de naciones, con un total de siete (7) participaciones.  En todas fue el mejor clasificado por la región con excelentes ubicaciones en la tabla general.
Ha exportado jugadores a equipos extranjeros de alta talla, como son Gregory Hoepp, Luis Eduardo Caballero “Luicho”, Pablo Saade, Héctor Fulco, Juan Gabriel y Luis Novoa. Ellos integraron las filas del Miami Refugees, 3.º en el campeonato mundial Vancouver 1997 en la categoría open, y campeón mundial Masters en Finlandia 2004. Mauricio Ortiz, integrante y pieza fundamental de los Vancouver Furious George, campeones nacionales canadienses y mundiales de clubes.
Todos estos jugadores salieron de las canteras de los equipos venezolanos Esperanza Up y Caobos Ultimate Club, urbanizaciones vecinas de la ciudad de Maracay, Estado Aragua. Venezuela cuenta con más de 50 equipos sólo en la categoría open, distribuidos por todo el país. La categoría femenina fue de las primeras en llevar representación al mundial de Hawái. También tiene las categorías júnior y coed, ambas con divisiones universitaria o colegial.
La participación venezolana de este deporte es masiva; asiste con sus tambores a los campeonatos internacionales. Escuelas y liceos están desarrollando este deporte, como la U. E. “Santa Bárbara”, de El Tejero, estado Monagas, influenciada por el profesor Alexander Santil.

### México
El ultímate en México empezó a tomar fuerza en los años ochenta en la Ciudad de México, donde se juntaban a jugar “Fútbol Frisbee” personas interesadas en el disco volador. Desde entonces ha crecido bastante el ultimate mexicano, aumentando el número de jugadores en el país y desarrollando clubes y selecciones nacionales que llegaron a participar en varios campeonatos mundiales, panamericanos u otro tipo de torneos internacionales (como el U.S. Open Club Championships o el Torneo Eterna Primavera en Colombia) de gran nivel. En la actualidad, la organización que se encarga de regir este deporte en el país es Ultimate México. UM divide el año en dos temporadas, una mixta (hombres y mujeres jugando en el mismo equipo) y una por ramas (femenil y varonil).
Normalmente, la temporada mixta comienza alrededor de los primeros meses del año y termina por mayo. Los torneos que se realizan durante esta temporada son: primera y segunda fecha del Circuito Nacional de Ultimate (CNU, por sus siglas) durante febrero y marzo, Regionales (regiones norte, centro y sur) durante abril y finalmente el torneo Nacional en el mes de mayo. Cabe notar que esta temporada suele contar con el mayor número de equipos.
Una vez terminada la temporada mixta, en el mes de junio inicia la temporada por ramas femenil y varonil. Esta constituye de tres CNUs, el primero en junio, el segundo en julio y el último en agosto. Después se llevan a cabo los torneos Regionales en septiembre u octubre y termina con el Nacional en octubre también.
Los CNUs pueden ser considerados como la pretemporada antes de los torneos más importantes (Regionales y el Nacional), pero también sirven para que UM pueda realizar un ranking previo a los torneos regionales conforme al desempeño de los equipos participantes. Sin embargo, también son útiles para que los equipos se preparen antes de sus respectivos torneos regionales, poniendo a prueba su físico, estrategia y técnica contra clubes de su propia región y/o de otra región. Además, los CNUs son realizados en distintas partes de la república, uno por cada de las tres regiones puestas por UM, que son norte, centro y sur. 
Por otro lado, los Regionales pueden ser vistos como el verdadero inicio de la temporada, pues es en esta parte de la temporada donde los equipos jugarán por su pase al torneo Nacional, que es el último torneo oficial de la temporada y el más importante.
Adicionalmente, en el mes de septiembre se realiza el Nacional Juniors, para jugadores jóvenes.

### Colombia
En 1998, Corey Tyrrell y Johan Morales unos estudiantes de intercambio de la universidad de los Andes, llegaron desde Mineápolis, Minnesota, empiezan a compartir sus conocimientos de Ultimate Frisbee con sus compañeros de universidad y vecinos, a tal punto que la universidad abre un curso de Ultimate, el cual fue precursor de los primeros equipos del país, con los cuales se realizaron varios torneos internos. El deporte fue tomando cada vez más popularidad, pasó poco tiempo para que la Universidad Javeriana de Bogotá y la Universidad de la Sabana comenzaron con su propio proceso, fue tan rápido su desarrollo que este mismo año, patrocinados por la Universidad de los Andes de Bogotá, Café Colombia y Frisby, patrocinaron a un equipo conformado por estudiantes de la universidad de Los Andes, para representar a Colombia, en el campeonato mundial realizado este mismo año en la ciudad de Mineápolis, Estados Unidos 
Después de esta experiencia mundialista, comenzó un movimiento constante que hoy en día sigue cogiendo más fuerza, en 1999 surgen equipos fuera de la universidad, y se lleva a cabo el campeonato CERROS en Bogotá, en Medellín este movimiento fue evolucionando de manera paralela, pero la mayor dificultad que se encontraba era la falta de conocimientos técnicos y tácticos acerca del Ultimate, por lo cual se practica sin la mayoría de sus reglas y con gestos técnicos diferentes.
En agosto del 2000, se celebra el primer torneo de Ultimate de oro, organizado por la universidad EAFIT, en la ciudad de Medellín, con la invitación especial de Mamoots, un equipo de Bogotá que dio cátedra de juego, por su técnica y su táctica, desde este torneo comienza un desarrollo integral de este deporte en las demás ciudades del país, como Ibagué, Cali, Manizales, Neiva y Bucaramanga (Torres, 2009)(salazar,2015)
Colombia suele ser sede de muchos torneos de Ultimate; muchas de sus universidades y colegios practican el deporte como “oficial”. Colombia, a nivel mundial, logró la medalla de bronce en el WJUC 2006, categoría Open, en Boston (Estados Unidos). Su participación más destacada fue en julio de 2010: la selección nacional de ULtimate femenino, categoría Júnior (sub-20), ganó por primera vez un mundial para Colombia; quedó primera también en el ranking del espíritu de juego, situación que nunca se había presentado en un mundial. 
Otros logros importantes para el ULtimate colombiano se dieron en 2012. En el mundial júnior, realizado en Dublín (Irlanda), las mujeres repitieron el título de 2010 como campeonas mundiales y alcanzaron el sexto puesto en el espíritu de juego; en la categoría Open fueron subcampeones y ganadores del espíritu de juego. El mismo año, se destacó la participación de Colombia en el mundial absoluto (WUGC) realizado en Japón, donde se hizo presente con 3 equipos (mixto, open y femenino). Santiago Montagno y Yina Cartagena se hicieron acreedores del premio a mejores jugadores del mundial en categorías mixto y femenino, respectivamente. En el 2016 los jóvenes sub-17 quedaron subcampeones en el torneo europeo (EYUC) realizado en Gent, Bélgica. En 2018, la selección femenina sub-20 fue subcampeona mundial en Waterloo, Canadá, y la jugadora colombiana Gabriela Gómez fue seleccionada como la mejor jugadora del partido final. En 2019, la selección femenina sub-24 quedó en el tercer lugar en el mundial celebrado en Heidelberg, Alemania, mientras que la selección masculina se quedó con el sexto puesto. 
Uno de los equipos femeninos más conocidos del mundo nació en Medellín, Revolution Ultimate, en el que se encuentran los que muchos llaman las mejores jugadoras del mundo: Yina Cartagena, Manuela y Valeria Cárdenas, Elizabeth Mosquera, Ximena Montaña, María Paula Santos, entre otros. Varias de estas jugadoras fueron incluso parte del roster de torneos de talla profesional como la PUL (Premier Ultimate League), que hace las veces de AUDL (American Ultimate Disc League) pero en categoría femenina; así mismo son contratadas por varios equipos estadounidenses para reforzar las líneas en los torneos nacionales. En el 2022 el Club Revolution Ultimate se coronó campeón del mundo en el WUCC (world ultimate club championship) en un cerrado encuentro contra el equipo Fury de San Francisco.
El Torneo Eterna Primavera (TEP Colombia) es muy famoso en el mundo, se realiza en la ciudad de Medellín donde se concentran diferentes equipos de distintos países, y además de competencia hay las conocidas "clínicas" en las que jugadores muy experimentados dan clases a jugadores que quieran mejorar su técnica de lanzamiento, corte o juego en general. Este torneo es famoso dado que, además de que hace un muy buen clima para jugar, muchos jugadores de talla profesional viajan y se reúnen para enfrentarse a equipos colombianos.

### Chile
La Liga Ultimate Chile nació en el otoño de 2012, para fomentar la participación de nuevos jugadores, elevar el nivel táctico y de juego, y promover la competitividad.
Actualmente, se juega bajo las reglas de la WFDF 2013, en la modalidad open con mínimo dos mujeres en cancha por cada equipo y siete jugadores en la línea. La Liga se realiza en las temporadas de otoño y primavera.
Tiene premiaciones:
- Por equipos: 1.er, 2.o y 3.er Lugar, Espíritu de Juego.
- Individualmente: Líder en asistencia, en goles y en defensa masculino y femenino.

Actualmente existen una variedad de clubes activos en Santiago, entre los cuales están:
- Frisbulls Ultimate Club
- Revolución Santiago Ultimate Club (inactivo)
- Killtros Ultimate Club (inactivo)
- Gravedad Zero U.C.
- Rapaces Ultimate Club (inactivo)
- Disco Volador Santiago
- Clovers
- Criollos
- Alianza
- Fénix
- Voladoras (femenino)
- Nao (femenino)
- Discontrol (femenino)

En Chile el Ultimate se está expandiendo a otras ciudades, como Antofagasta y Viña del Mar, donde se formó el primer club regional de Ultimate del país Sharks Ultimate Frisbee Chile. Actualmente a nivel regional existen los siguientes clubes:
- Húsares (Viña del Mar)
- Chivatos (Quilpué)
- Wolves (Quilpué)
- Falcons (Valparaíso, equipo escolar)
- Tsunamis (Valparaíso, equipo universitario)
- Dragones (Iquique)
- Ultimate Conce (Concepción)
- Ultimate PUQ (Punta Arenas, en formación)
- Ovnis (Región de Valparaíso, femenino)
- Lumami (Región de Valparaíso, mixto)
- Scoober-doo (Viña del Mar, equipo universitario)

En la Región de O'Higgins, desde diciembre de 2015, comenzaron a reunirse a aprender y participar en los torneos de Chile, el grupo Keltehues - San Fernando. Es el primer equipo formado en la región y el segundo que se forma fuera de la capital. 
A la vez ya varios equipos han empezado a tener experiencia internacional, tanto en Argentina como en Colombia.
Algunos de los campeonatos más importantes realizados en Chile son:
- Ultimate Po (mixto)
- Renacer (mixto)
- Primavera Cup (Open/femenino)
- Espíritu Costero (mixto)

El ultimate también ha llegado a Centroamérica con la presencia de nuevos equipos en varios países del centro del continente americano:

### Panamá
Es en el año 2005 cuando Panamá asiste por primera vez a un torneo internacional: EAFIT de Medellín, Colombia.  Desde ese momento se han llevado a cabo numerosos eventos competitivos para mantener activo el Ultimate Frisbee en Panamá. 
Algunos de los torneos y Ligas que se realizan todos los años son: Liga de Verano, Torneo Incidente, Torneo Nacional, Skirt Savage, Torneo de Playa, Torneo del Istmo, entre otros.
En la actualidad, Panamá presenta un rápido nivel de crecimiento en este deporte a nivel regional, gracias al trabajo en conjunto que realizan la  Asociación Ultimate Frisbee Panamá (AUFP), los equipos que la integran:
- Fieras Ultimate Club (Femenino)
- Amazonas Ultimate Club (Femenino)
- Karma Ultimate Club (Femenino)
- Furia Ultimate Club (Femenino)
- Musas Ultimate Club (Femenino)
- Caribes Ultimate Club  (open)
- Canaleros Ultimate Frisbee (open y coed.)
- 360 Ultimate Club ("open")
- Ushh Mafia Ultimate ("open")
- Wakanda ("open", coed. y femenino)
- Krakens ("open", coed. y femenino)
- Red Frogs Ultimate Club (coed.)
- Esparta Ultimate Club (open)
- PIMPUMPAM Ultimate CLUB ("open")

Y la destacada labor que realizan las fundaciones sin fines de lucro, en pro de la difusión y enseñanza del Ultimate Frisbee para los niños y niñas de diferentes edades y clases sociales en todo el territorio nacional:
- Ultimate Without Borders
- Fundación Ultimate Panamá
- Fundación Ciudad del Saber
- Barrios Panamá
- Top Ultimate Panamá

Panamá se perfila como una promesa del ultimate para el mundo, no solo como futuro anfitrión de los mejores y más competitivos torneos, sino también para demostrar que tiene un alto potencial de juego para exportar.

### Perú
El Ultimate en Perú llegó alrededor de 2003 por un partido de pickup en Huaraz organizado por el Califorrnia Cafe. En estos mismos fechas existo también un partido en Lima en el colegio Roosevelt. Actualmente existe varias encuentros incluyendo el original encuentro de pickup en Huaraz y un equipo activo con participación Internacional en la ciudad de Lima, "Awankay", con una última participación en el Torneo Espíritu Sudaka 2017, celebrado en Cañuelas, Buenos Aires, Argentina.

### Uruguay
El ultimate llegó a Uruguay en el año 2009 y desde entonces se trabaja en la difusión del deporte. En noviembre de 2019 se creó la Asociación Civil Ultimate Frisbee Uruguay, dedicada a promover, enseñar y reglamentar el deporte bajo las normas de la WFDF.
Se realizan distintos torneos al año:
- GuazuHat es un torneo que se realiza desde 2021 en febrero en las playas de Guazuvira.

- Copa Oriental se realiza cada año en Montevideo desde 2014, es de modalidad mixta, se juega en césped es por equipo y mixto.

- Torneo Hat Charrúa se realiza todos los años desde 2010 en Montevideo en el mes de agosto, se juega en césped, es mixto y es de modalidad hat. Es el torneo mas antiguo del país.

- Torneo Espíritu Florida es el principal hat de la ciudad de Florida.

- Copa Primavera es el segundo evento por equipos mas importantes de Uruguay, se realiza en setiembre en Florida.

Actualmente hay cinco equipos activos que participan de la liga, tres en la ciudad de Montevideo: Flama, Gualicho y Mean Machine y otros dos de la ciudad de Florida: Fénix y Tordos.

## Reglas del juego
Hay dos sistemas de reglas casi idénticas en uso común: las reglas de UPA usadas en Norteamérica y las reglas de WFDF usadas en el resto de las partes del mundo. Los dos sistemas de las reglas son iguales en casi todo, con algunas diferencias de menor importancia. Esta sección proporciona una descripción de las reglas que son comunes entre ambos sistemas. Para detalles más específicos vea las páginas oficiales de las organizaciones relevantes enumeradas al final del artículo. La página web de la Federación Española del Disco volador, tiene una traducción de las reglas al español.
- El Ultimate es un deporte colectivo sin contacto jugado por dos equipos de siete personas cada uno.
- El objetivo del juego es anotar puntos. Un punto es anotado cuando se recibe un pase dentro del área de anotación.
- El disco volador es movido únicamente mediante pases o lanzamientos, pues al tirador no le es permitido caminar o correr con el disco.
- Cuando un pase es incompleto, interceptado, bloqueado, tirado al suelo o hace contacto con una de las áreas fuera del terreno hay un cambio de posesión.
- Para iniciar un partido uno de los dos equipos pone el disco en juego, lanzándolo lo más lejos posible, sin que éste abandone los límites del campo.
- En el sitio donde el disco cae al suelo el equipo receptor obtiene la posesión del mismo y se convierte así en el equipo atacante; el otro equipo será el equipo defensor.
- Se puede cambiar el jugador si hay una lesión.

### El equipo
El número de jugadores en Ultimate varía en función de la superficie, siendo la más popular sobre hierba, jugado por 7 jugadores en cada equipo. En Ultimate playa o en pista cubierta suele haber 5 jugadores por equipo. En partidos informales, el número de jugadores puede variar dependiendo del tipo de juego. No hay un límite en el número de sustituciones, pero solo se pueden hacer cuando alguno de los equipos anote un punto. Generalmente los equipos suelen tener entre 15 y 20 jugadores en su lista para un torneo importante. Una escasez de jugadores puede forzar a equipos a jugar el juego entero sin sustituciones, una condición conocida como salvaje.

### Material y equipamiento
Se juega usando un disco volador de 175 g para algunos torneos nacionales e internacionales, solamente los discos que han sido aprobados por el cuerpo responsable de ese torneo pueden ser utilizados, y los instrumentos protectores reglamentarios para la participación del juego.

### El objetivo del juego
El objetivo del juego es hacer más puntos que el rival antes del final del partido. En ocasiones se establece un límite de puntos (generalmente 17) o de tiempo (generalmente 90 minutos) para el partido, a mitad de lo cual (9 ptos. o 45 minutos) hay un descanso. Se juega en playas y en canchas de hierba, tierra o interiores, solo y exclusivamente con un frisbee. No hay ningún arbitraje; los jugadores son los que se encargan de auto arbitrar el partido.

#### El lanzamientopull
Los jugadores se alinean en el borde de sus zonas de anotación respectivas, y el equipo que inicia defendiendo realiza el lanzamiento inicial, o el pull, a los jugadores del equipo ofensivo para comenzar el juego. Los pull son normalmente lanzamientos largos que flotan, dando a la defensa tiempo de cruzar el campo y llegar a marcar al equipo atacante. El equipo que lanza para comenzar el juego es generalmente decidido mediante un sorteo, eligiendo uno de los lados del disco, y lanzando el disco hacia arriba como si fuera una moneda, el ganador, decide si ataca o defiende. Otra manera popular de realizar este sorteo es tomando un disco en cada equipo y lanzando de la misma manera ambos discos solo que en lugar de elegir una cara del disco se eligen “iguales” o “diferentes”. Si el jugador conjetura correctamente, su equipo consigue decidir si desean comenzar en ataque o defensa.

#### Moviendo el disco
El disco se puede mover en cualquier dirección mediante pases a un compañero de equipo. El jugador que coge el disco no puede correr con él, solo puede girar en torno al pie de apoyo. Una idea falsa común es que un jugador debe elegir un pie como apoyo antes de que pueda lanzar el disco. De hecho, el jugador puede lanzar el disco antes de parar dentro de los primeros pasos después de que gane la posesión del disco. Un lanzador puede coger su propio lanzamiento si otro jugador toca el disco en el aire.
Sobre la recepción del disco, un jugador tiene diez segundos para pasarlo. Una vez que un marcador esté a 3 m del lanzador, puede iniciar una cuenta. Esto consiste en el llamado del marcador, stalling o contando, y después el conteo en intervalos de un segundo hasta diez. Si el lanzador no suelta el disco al primer sonido de la palabra «diez», entonces ocurrirá un cambio de posesión con un chequeo. Si durante el conteo, la defensa cambia de marcadores, el nuevo marcador debe comenzar una nueva cuenta en cero. En el caso de un Conteo, el una vez marcador, ahora jugador ofensivo, no tiene que tomar el disco después del chequeo. El ahora marcador, antes lanzador, le chequea el disco al nuevo lanzador. Si él o ella no quiere tomar el disco, el marcador "chequea" el disco colocándolo en el suelo y llamando “en juego” o “contando”.

#### Anotación
Se anota un punto cuando un jugador coge un pase en la zona de anotación del equipo contrario. En la más vieja de las versiones de las reglas, solamente los jugadores ofensivos podrían anotar. Sin embargo, las reglas actuales de USA Ultimate y de WFDF permiten que un equipo defensivo anote interceptando un pase en la zona de anotación que están atacando. Este punto toma el nombre de  Callahan . Recibe su nombre del jugador de ultimate Henry Callahan.
Después de que se anote un punto, los equipos intercambian extremos. El equipo que acaba de anotar en la zona de anotación donde anotó y el equipo de opuesto en la zona de anotación opuesta. El juego es reiniciado con un pull por el equipo que anota.

#### Cambio de posesión
Razones para perder la posesión del disco:
- Tirarlo: el lanzador falla el lanzamiento y el disco cae al suelo.
- Soltarlo: el receptor no atrapa el disco y este cae al suelo.
- Bloqueo: un defensor golpea el disco en el aire y este cae al suelo.
- Intercepción: un defensor atrapa el disco en el aire.
- Fuera del campo: el disco sale del campo, toca un objeto que se encuentra fuera del campo o es atrapado por un jugador que lo atrapo fuera del campo.
- Pararse: un atacante no lanza el disco cuando el conteo del defensor llega a 10 s.

### Losstops
El juego se debe detener por una de las siguientes razones:

#### Violación de las reglas
Una violación ocurre cuando un jugador realiza una acción en contra del sistema de juego pero no inicia el contacto físico. Las violaciones comunes incluyen caminar con el disco ("Travel"), y el picking (que se mueve de una forma para obstruir el movimiento de cualquier jugador en el equipo defensivo).

#### Tiempo muerto y medio tiempo
Se permite a cada equipo poder pedir 2 tiempos muertos por cada medio tiempo del partido. Se considera el medio tiempo cuando uno de los equipos alcanza el marcador intermedio en la cuenta. Puesto que la mayoría de los juegos se juegan a los números impares, el número para media jornada se redondea hacia arriba. Por ejemplo, si el juego está a 15 puntos, la mitad viene cuando un equipo alcanza los 8 puntos.

#### Sustituciones
Se permite a los equipos sustituir a jugadores después de anotación, lesión o tiempo muerto. No hay límite de sustituciones.

#### Observadores
Algunas reglas adicionales se han introducido en Estados Unidos y Canadá que pueden sobreponer las reglas estándares y permitir opcionalmente los árbitros llamados observadores o veedores. Un observador puede resolver solamente un conflicto si los jugadores implicados piden su juicio. Aunque, en algunos casos, los observadores tienen la autoridad de hacer llamadas sin ser pedido: la línea del E.G. llama (determinarse fuera de los límites o de las metas) y las llamadas de los off-side (jugadores que cruzan su línea de la zona del final antes de que se haga el lanzamiento). Las malas conductas también las puede definir un observador por violaciones tales como: taunting agresivo, luchar, engaño, etc., y es evocadora del sistema de la tarjeta roja y amarilla; sin embargo, la mala conducta es extremadamente rara y sus ramificaciones no bien definidas. Los observadores también apoyan con hacer cumplir los límites de tiempo para el juego mismo y muchas partes dentro del juego.
La introducción de observadores es, en parte, una tentativa de la UPA de permitir que los juegos funcionen más suavemente y que lleguen a ser visiblemente más amistosos. Debido a la naturaleza del juego y a la naturaleza única del árbitro, los últimos juegos están a menudo conforme a paradas regulares y largas del juego. Este esfuerzo y la intensidad que se ha presentado en los niveles más altos de la competición han conducido a muchos miembros de la comunidad del Ultimate a lamentar de la pérdida del espíritu de juego. Debe ser visto que algunas de las diferencias entre el UPA y las reglas de WFDF reflejan una actitud que diferencia al espíritu.